# Inayet Giray
Inayet Giray (exécuté à Istanbul en 1637) est un khan de Crimée ayant régné de 1635 à 1637.

## Origine
Inayet Giray est un fils de Ghazi II Giray.

## Règne
Après la destitution définitive de Janibeg Giray, le gouvernement ottoman, en avril 1635, nomme khan de Crimée Inayet Giray qui avait été élevé à Islamiyé. Il choisit comme qalgha son frère Hasan Giray et comme nureddin son autre frère, Saadet Giray. Le nouveau khan en tarde pas à décevoir rapidement les espoirs mis en lui par la Sublime Porte.
Au lieu de marcher contre les Persans, Imayet Giray entreprend aux frontières de sanglantes représailles contre Kantemir, le khan de la Horde des Nogaïs Mansur qui était un adversaire traditionnel des Giray de Crimée.
Le qalgha Hasan Giray, à la tête de l'armée tatare, rejoint Akkerman et traverse le Dniestr. Il capture à Kilia la famille et le trésor de Kantemir qui s'enfuit à Constantinople. Sur l'injonction de la république des Deux Nations qui devait subir les pillages de Kantemir, la Porte refuse d'intervenir en sa faveur et Hasan Giray transplante les Nogaïs de Bessarabie en Crimée où il les oblige à se reconnaitre les sujets des Giray. Enorgueilli par cette victoire facile, Inayet Giray envoie une délégation au sultan pour réclamer l'extradition de Kantemir. Cette insolente demande lui vaut d'être immédiatement déposé en faveur de Bahadur Giray, un fils de Selamet Ier Giray.
Lorsque cette nouvelle parvient en Crimée, les frères de Kantemir, Orak et Selman, dont la soumission n'était que feinte, se révoltent et attaquent le khan tatar à la tête de 8 000 Nogaïs et massacrent le qalgha Hasan Girai et le nureddin Saadet Giray. Inayet Giray, sans ressource, décide de se réfugier à Constantinople pour accuser Kantemir. Lorsque les deux ennemis comparaissent devant le sultan Mourad IV, ce dernier reproche avec véhémence à Inayet son ingratitude à son égard et, après une longue énumération de reproches, le fait immédiatement exécuter avant qu'il ne puisse prendre la parole.